# Vulcão Walther Penck
O vulcão Walther Penck ((originalmente Volcán Tipas ou Cerro Tipas) é um estratovulcão localizado no norte da província de Catamarca na Argentina. Situado na Cordilheira dos Andes, tem 6658 m de altitude, e está a sul do Ojos del Salado, de 6864 m, e a norte do Volcán Nacimientos del Cazadero, de 6436 m.
Considerado como um ds vulcões mais altos do mundo, o compleco vulcânico Tipas/Walther Penck tem pelo menos nove cumes de mais de 6200 m.
É uma formação de 40 km² rodeada por outros edifícios vulcânicos independentes, como o vulcão Ata, de 6500 m, ou o vulcão Olmedo, de 6215 m.
Foi designado com este nome pelo andinista tucumano Orlando Bravo para homenagear o geólogo austríaco Walther Penck (1888-1923) que entre 1912 e 1914 foi o primeiro a estudar a área de forma metódica.
A confusão entre nomes atuais e antigos (como Nacimientos ou Cazadero) deve-se a uma transposição de topónimos nas antigas cartas do Instituto Geográfico Militar argentino.
O cume principal do Walther Penck está a 10 km a sul do Ojos del Salado. Cerca de 17 km a SSO do maciço Walther Penck fica a ponta norte das Salinas da Laguna Verde.